# Етидокаїн
Етидокаїн — місцевий анестетик амідного типу, що вводиться ін'єкційно під час хірургічних процедур та пологів. 
Етидокаїн має довготривалу дію. Головним недоліком використання (у стоматології) є підвищена кровотечивість під час операції.

## Синоніми
Etidocaina, Etidocaine, Etidocainum, ETIDOCAINE HYDROCHLORIDE

### Торгова назва
Duranest